# Дєлова Катерина Олександрівна
Катери́на Олекса́ндрівна Дєло́ва (* 1983) — українська плавчиня, майстер спорту України міжнародного класу (2000).

## Життєпис
Народилася 1983 року. Почала займатися плаванням 1992-го. Першим тренером була мама Ірина Олександрівна Дєлова. Від 2000 року тренується під керівництвом заслуженого тренера України А. Н. Ляшенко.
2005 року закінчила Харківський педагогічний університет. Срібна призерка Чемпіонату Європи з підводного швидкісного плавання-2005 — естафета 4×100 м (Братислава). Там же — бронзова нагорода в пірнанні (Сан-Марино).
Бронзова призерка Чемпіонату світу з підводного швидкісного плавання-2006 — естафета 4*100 м (Турин).
Здобула срібну нагороду на Чемпіонаті світу з підводного швидкісного плавання-2007 — естафета 4*100 метрів.
Переможниця Чемпіонату Європи з підводного швидкісного плавання-2008 — естафета 4×100 м; срібна призерка в естафеті 4х200 метрів (Егер).
На Чемпіонаті світу з підводного швидкісного плавання-2009 здобула бронзову нагороду — 50 м пірнання.
Срібна призерка Чемпіонату Європи з підводного швидкісного плавання-2010 (Санкт-Петербург) — естафета 4×100 м.
Бронзова призерка Чемпіонату світу з підводного швидкісного плавання-2011 — естафета 4*100.
Переможниця Чемпіонату Європи з підводного швидкісного плавання-2012 (Ліньяно-Сабб'ядоро) — 50 м пірнання та срібна нагорода — 100 м з аквалангом.
Чемпіонка світу  з підводного швидкісного плавання-2013 — 50 м пірнання.
На Всесвітніх іграх-2017 — бронзова нагорода 50 м пірнання. Чемпіонат Європи з підводного швидкісного плавання 2017 — золота нагорода (Вроцлав) — 50 м пірнання. Там же — срібло 100 м з аквалангом та бронзові нагороди — естафета 4×50 м й естафета 4×100 м.
Семиразова рекордсменка України. Чемпіонка світу. Шестиразова призерка чемпіонатів світу. Триразова чемпіонка Європи. Одинадцятиразова призерка чемпіонатів Європи.
Виступала у складі команди спортивного клубу Харківського педагогічного університету, від 2004-го — київської Спеціалізованої дитячо-юнацької спортивно-технічної школи водних видів спорту ТСОУ.
Згодом — старший викладач Харківського педагогічного університету.